# Hanna Öberg

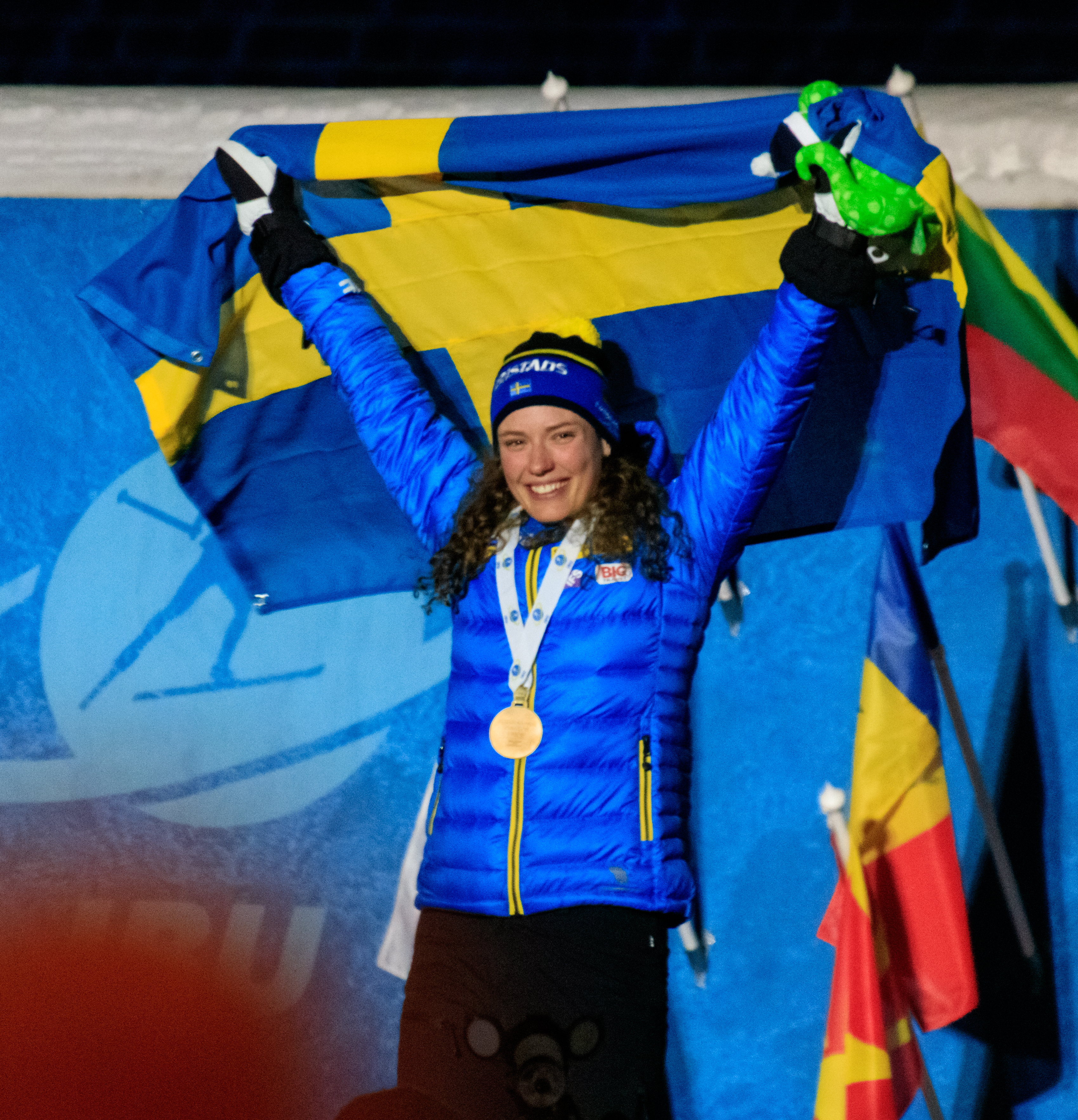
Hanna Öberg med guldmedaljen efter 15 km-loppet vid VM i Östersund 2019.

Hanna Linnea Öberg, född 2 november 1995 i Jukkasjärvi församling i Norrbottens län, är en svensk skidskytt tävlande för Piteå skidskytteklubb. Vid OS i Pyeongchang 2018 vann hon guld på 15 km och silver i stafetten. För sina insatser under OS-tävlingarna fick hon motta Svenska Dagbladets guldmedalj och senare också Jerringpriset. Under VM i Östersund 2019 tog Öberg tre medaljer varav ett individuellt guld i distanstävlingen. Säsongen 2018/2019 vann hon masstartscupen i världscupen. I VM i Antholz 2020 tog hon ett brons i den avslutande masstarten. Hon vann även distanscupen under säsongen 2019/2020.
I olympiska spelen i Peking 16 februari 2022 tog Hanna Öberg guld i stafetten tillsammans med Linn Persson, Mona Brorsson och sin syster Elvira Öberg.
Laget tog Sveriges första OS-guld i damernas stafett i skidskytte och blev därmed historiska.

## Biografi

### Bakgrund
Hanna Öberg växte upp i Svensbyn, strax utanför Piteå. Hennes föräldrar har bakgrund inom skidskytte, och själv började hon åka skidor redan vid två års ålder. Hon har varit verksam både i Piteå skidskytteklubb och i Hemmingsmarks SK.

### Tidig karriär
2012 deltog Hanna Öberg i det junior-VM-lag som tog silver i tävlingarna i Kontiolax i Finland.
Även 2015 och 2016 deltog Öberg i junior-VM. Bästa resultat 2015 blev en fjärdeplats i stafett, medan hon 2016 tog guld i både sprint och jaktstart   och silver i stafett.
Öberg debuterade i världscupen 2016 i Östersund, och i mars 2017 utnämndes hon till "Female Rookie of the Year" av Internationella skidskytteförbundet. Hon ingick därpå i det svenska lag som kom trea i stafett i världscuptävlingen den 13 januari 2018 i Ruhpolding i Tyskland.

### OS 2018
Vid OS i Pyeongchang 2018 vann Öberg guld på 15 km individuell start. Hon startade tidigt i tävlingen och sköt fullt i första skyttet och åkte fort. När konkurrenter som Anastasija Kuzmina bommade två gånger stod Öberg slutligen som segrare efter att ha skjutit fullt i såväl andra, tredje som fjärde skyttet. Segern kom överraskande då Öberg tidigare bara varit femma som bäst i världscupen. Hon såg några dagar senare till att Sverige slutade på andra plats i OS-stafetten efter en mycket god avslutningssträcka.
Även i övrigt gjorde Öberg goda insatser i de olympiska skidskyttetävlingarna i Pyeongchang. Hon kom femma både på masstartsloppet (12,5 km) och på den efterföljande jaktstarten. Detta kompletterades av en sjundeplats på sprintloppet (7,5 km) och en elfteplats i mixstafetten.

### VM 2019 Östersund
Under VM i Östersund lyckades Öberg ta tre medaljer, en av varje valör, varav guldet kom på distanstävlingen.

### VM 2020 Antholz
Under VM i Antholz blev det till en början fyra stycken fjärdeplatser och en femteplats. I den avslutande masstarten lyckades Öberg vinna en bronsmedalj.

### VM 2023 Oberhof
Innan VM i Oberhof hade Hanna haft en halvtung start på säsongen med problem med sjukdom och form. Men under VM i Oberhof blev det succé. Guld i distansen, silver i sprinten, brons i damstafetten – och ytterligare ett guld i den avslutande masstarten. Det fick Björn Ferry och Ola Bränholm på SVT att utnämna Hanna till VM-drottning.

### Utmärkelser
I december 2018 tilldelades Hanna Öberg Svenska Dagbladets guldmedalj 2018 och på Svenska Idrottsgalan i januari 2019 tilldelades hon senare också Jerringpriset för 2018.
Hanna Öbergs snabba förvandling från skidskyttetalang till flerfaldig OS-medaljör ledde även till uppmärksamhet på annat håll. Efter det stora genombrottet under OS-tävlingarna började det talas om en eventuell namngivning av en gata efter henne i "hemstaden" Piteå.
I juni 2019 meddelades att hon tilldelats Victoriapriset.

### Familj
Hanna Öberg är äldre syster till skidskytten Elvira Öberg. Hon har varit sambo med Jesper Nelin, även han olympisk guldmedaljör i skidskytte. Sedan första halvan av 2021 är hon i ett förhållande med Martin Ponsiluoma, som är världsmästare i skidskytte.

## Resultat

### Världscupen

#### Individuella pallplatser
Öberg har 28 individuella pallplatser i världscupen: sju segrar, tolv andraplatser och elva tredjeplatser. Samt från världsmästerskap fem pallplatser: tre guld, två silver och ett brons. 
| Säsong  | Datum            | Plats                | Disciplin          | Placering |
| ------- | ---------------- | -------------------- | ------------------ | --------- |
| 2018/19 | 22 december 2018 | Nové Město na Moravě | Jaktstart (10 km)  | 3:a       |
| 2018/19 | 10 januari 2019  | Oberhof              | Sprint (7,5 km)    | 3:a       |
| 2018/19 | 17 januari 2019  | Ruhpolding           | Sprint (7,5 km)    | 3:a       |
| 2018/19 | 12 mars 2019     | Östersund (VM)       | Distans (15 km)    | 1:a       |
| 2018/19 | 23 mars 2019     | Oslo                 | Jaktstart (10 km)  | 3:a       |
| 2018/19 | 24 mars 2019     | Oslo                 | Masstart (10 km)   | 1:a       |
| 2019/20 | 15 december 2019 | Hochfilzen           | Jaktstart (10 km)  | 2:a       |
| 2019/20 | 15 januari 2020  | Ruhpolding           | Sprint (7,5 km)    | 2:a       |
| 2019/20 | 19 januari 2020  | Ruhpolding           | Jaktstart (10 km)  | 3:a       |
| 2019/20 | 24 januari 2020  | Pokljuka             | Distans (15 km)    | 2:a       |
| 2019/20 | 26 januari 2020  | Pokljuka             | Masstart (12,5 km) | 1:a       |
| 2019/20 | 23 februari 2020 | Antholz (VM)         | Masstart (12,5 km) | 3:a       |
| 2019/20 | 8 mars 2020      | Nové Město na Moravě | Masstart (12,5 km) | 2:a       |
| 2020/21 | 29 november 2020 | Kontiolax            | Sprint (7,5 km)    | 1:a       |
| 2020/21 | 3 december 2020  | Kontiolax            | Sprint (7,5 km)    | 1:a       |
| 2020/21 | 6 december 2020  | Kontiolax            | Jaktstart (10 km)  | 3:a       |
| 2020/21 | 19 december 2020 | Hochfilzen           | Jaktstart (10 km)  | 2:a       |
| 2020/21 | 8 januari 2021   | Oberhof              | Sprint (7,5 km)    | 2:a       |
| 2020/21 | 17 januari 2021  | Oberhof              | Masstart (12,5 km) | 3:a       |
| 2020/21 | 23 januari 2021  | Antholz              | Masstart (12,5 km) | 2:a       |
| 2020/21 | 16 februari 2021 | Pokljuka (VM)        | Distans (15 km)    | 2:a       |
| 2021/22 | 28 november 2021 | Östersund            | Sprint (7,5 km)    | 1:a       |
| 2021/22 | 18 december 2021 | Annecy               | Jaktstart (10 km)  | 3:a       |
| 2021/22 | 9 januari 2022   | Oberhof              | Jaktstart (10 km)  | 2:a       |
| 2021/22 | 16 januari 2022  | Ruhpolding           | Jaktstart (10 km)  | 3:a       |
| 2022/23 | 30 november 2022 | Kontiolax            | Distans (15 km)    | 1:a       |
| 2022/23 | 10 februari 2023 | Oberhof (VM )        | Sprint (7,5 km)    | 2:a       |
| 2022/23 | 14 februari 2023 | Oberhof (VM )        | Distans (15 km)    | 1:a       |
| 2022/23 | 19 februari 2023 | Oberhof (VM)         | Masstart (12,5 km) | 1:a       |
| 2022/23 | 18 mars 2023     | Oslo                 | Sprint (7,5 km)    | 2:a       |
| 2022/23 | 19 mars 2023     | Oslo                 | Masstart (12,5 km) | 1:a       |
| 2023/24 | 17 december 2023 | Lenzerheide          | Masstart (12,5 km) | 3:a       |
| 2024/25 | 8 mars 2025      | Nové Město na Moravě | Jaktstart (10 km)  | 2:a       |
| 2024/25 | 13 mars 2025     | Pokljuka             | Distans (12,5 km)  | 2:a       |

Pallplatser i lag
I lag har Öberg 27 pallplatser i världscupen: 10 segrar, 10 andraplatser och 7 tredjeplatser. Samt från världsmästerskap sex pallplatser: två silver och fem brons. 
| Säsong  | Datum            | Plats            | Disciplin  | Placering | Lagkamrat(er)                        |
| ------- | ---------------- | ---------------- | ---------- | --------- | ------------------------------------ |
| 2017/18 | 13 januari 2018  | Ruhpolding       | Stafett    | 3:a       | Persson / Brorsson / Magnusson       |
| 2018/19 | 16 december 2018 | Hochfilzen       | Stafett    | 2:a       | Persson / Brorsson / Nilsson         |
| 2018/19 | 14 mars 2019     | Östersund (VM)   | Singelmix  | 3:a       | Sebastian Samuelsson                 |
| 2018/19 | 16 mars 2019     | Östersund (VM)   | Stafett    | 2:a       | Persson / Brorsson / Magnusson       |
| 2019/20 | 30 november 2019 | Östersund        | Singelmix  | 1:a       | Sebastian Samuelsson                 |
| 2019/20 | 8 december 2019  | Östersund        | Stafett    | 3:a       | Persson / E. Öberg / Brorsson        |
| 2019/20 | 11 januari 2020  | Oberhof          | Stafett    | 2:a       | E. Öberg / Persson / Brorsson        |
| 2020/21 | 5 december 2020  | Kontiolax        | Stafett    | 1:a       | Skottheim / Brorsson / E. Öberg      |
| 2020/21 | 12 december 2020 | Hochfilzen       | Stafett    | 3:a       | Skottheim / Persson / E. Öberg       |
| 2020/21 | 10 januari 2021  | Oberhof          | Singelmix  | 2:a       | Sebastian Samuelsson                 |
| 2020/21 | 16 januari 2021  | Oberhof          | Stafett    | 3:a       | Brorsson / Persson / E. Öberg        |
| 2020/21 | 10 februari 2021 | Pokljuka (VM)    | Mixstafett | 3:a       | Samuelsson / Ponsiluoma / Persson    |
| 2020/21 | 18 februari 2021 | Pokljuka (VM)    | Singelmix  | 3:a       | Sebastian Samuelsson                 |
| 2020/21 | 4 mars 2021      | Nové Město       | Stafett    | 1:a       | Brorsson / Persson / E. Öberg        |
| 2021/22 | 5 december 2021  | Östersund        | Stafett    | 3:a       | Persson / Brorsson / E. Öberg        |
| 2021/22 | 11 december 2021 | Hochfilzen       | Stafett    | 1:a       | Persson / Magnusson / E. Öberg       |
| 2021/22 | 3 mars 2022      | Kontiolax        | Stafett    | 2:a       | Persson / Magnusson / E. Öberg       |
| 2021/22 | 13 mars 2022     | Otepää           | Singelmix  | 2:a       | Sebastian Samuelsson                 |
| 2022/23 | 1 december 2022  | Kontiolax        | Stafett    | 1:a       | Persson / Magnusson / E. Öberg       |
| 2022/23 | 11 december 2022 | Hochfilzen       | Stafett    | 2:a       | Persson / Magnusson / E. Öberg       |
| 2022/23 | 22 januari 2023  | Antholz          | Stafett    | 2:a       | Persson / Magnusson / E. Öberg       |
| 2022/23 | 18 februari 2023 | Oberhof (VM)     | Stafett    | 3:a       | Persson / Magnusson / E. Öberg       |
| 2022/23 | 5 mars 2023      | Nové Město       | Mixstafett | 2:a       | Magnusson / Ponsiluoma / Samuelsson  |
| 2023/24 | 25 november 2023 | Östersund        | Singelmix  | 1:a       | Sebastian Samuelsson                 |
| 2023/24 | 29 november 2023 | Östersund        | Stafett    | 2:a       | Magnusson / Persson / E. Öberg       |
| 2023/24 | 10 december 2023 | Hochfilzen       | Stafett    | 2:a       | Magnusson / Brorsson / E. Öberg      |
| 2023/24 | 7 januari 2024   | Oberhof          | Stafett    | 3:a       | Magnusson / Persson / E. Öberg       |
| 2023/24 | 7 februari 2024  | Nové Město (VM)  | Mixstafett | 3:a       | Samuelsson / Ponsiluoma / E.Öberg    |
| 2023/24 | 17 februari 2024 | Nové Město (VM)  | Stafett    | 2:a       | Magnusson / Persson / E. Öberg       |
| 2023/24 | 9 mars 2024      | Soldier Hollow   | Stafett    | 3:a       | Magnusson / Brorsson / E.Öberg       |
| 2024/25 | 1 december 2024  | Kontiolax        | Stafett    | 1:a       | Magnusson / Andersson / E. Öberg     |
| 2024/25 | 12 januari 2025  | Oberhof          | Mixstafett | 1:a       | Samuelsson / Ponsiluoma / E.Öberg    |
| 2024/25 | 26 januari 2025  | Antholz          | Stafett    | 1:a       | Skottheim / Halvarsson / Magnusson   |
| 2024/25 | 22 februari 2025 | Lenzerheide (VM) | Stafett    | 3:a       | Magnusson / Halvarsson / E.Öberg     |
| 2024/25 | 16 mars 2025     | Pokljuka         | Mixstafett | 1:a       | Heijdenberg /Ponsiluoma / Samuelsson |

### Ställning i världscupen
| Säsong  | Totalt | Totalt | Distans | Distans | Sprint | Sprint | Jaktstart | Jaktstart | Masstart | Masstart |
| Säsong  | Poäng  | Plac.  | Poäng   | Plac.   | Poäng  | Plac.  | Poäng     | Plac.     | Poäng    | Plac.    |
| ------- | ------ | ------ | ------- | ------- | ------ | ------ | --------- | --------- | -------- | -------- |
| 2016/17 | 131    | 46:e   | 43      | 25:e    | 37     | 55:e   | 51        | 44:e      | —        | —        |
| 2017/18 | 167    | 38:e   | 16      | 42:a    | 74     | 38:e   | 37        | 49:e      | 40       | 31:a     |
| 2018/19 | 741    | 5:e    | 94      | 4:e     | 214    | 8:e    | 213       | 7:e       | 220      | 1:a      |
| 2019/20 | 741    | 4:e    | 128     | 1:a     | 245    | 5:e    | 168       | 4:e       | 200      | 3:a      |
| 2020/21 | 826    | 4:e    | 90      | 3:a     | 296    | 3:a    | 235       | 4:e       | 165      | 7:e      |
| 2021/22 | 661    | 4:e    | 0       | –       | 306    | 3:a    | 262       | 3:a       | 93       | 14:e     |
| 2022/23 | 710    | 7:a    | 153     | 3:a     | 198    | 12:a   | 164       | 12:a      | 195      | 3:a      |
| 2023/24 | 528    | 12:a   | 47      | 21:a    | 139    | 15:e   | 213       | 10:a      | 129      | 9:a      |
| 2024/25 | 488    | 12:a   | 122     | 4:a     | 122    | 20:e   | 122       | 15:e      | 122      | 10:a     |

Nytt poängsystem fr.o.m. säsongen 2022/2023.

### Olympiska spel
Öberg har deltagit vid två olympiska spel (2018 och 2022) och har vunnit tre medaljer, två guld och ett silver.
| Tävling          | Distans | Sprint | Jaktstart | Masstart | Stafett | Mixstafett |
| ---------------- | ------- | ------ | --------- | -------- | ------- | ---------- |
| Pyeongchang 2018 | Guld    | 7:e    | 5:e       | 5:e      | Silver  | 11:e       |
| Peking 2022      | 16:e    | 19:e   | 18:e      | —        | Guld    | 4:e        |

### Världsmästerskap
Öberg har deltagit vid sex världsmästerskap och har vunnit tolv medaljer: tre guld, fyra silver och sex brons.
| Tävling          | Distans | Sprint | Jaktstart | Masstart | Stafett | Mixstafett | Singelmix |
| ---------------- | ------- | ------ | --------- | -------- | ------- | ---------- | --------- |
| Hochfilzen 2017  | 55:e    | 40:e   | 49:e      | —        | 6:e     | 6:e        | —         |
| Östersund 2019   | Guld    | 4:e    | 5:e       | 4:e      | Silver  | 5:e        | Brons     |
| Antholz 2020     | 4:e     | 18:e   | 4:e       | Brons    | 5:e     | 11:e       | 4:e       |
| Pokljuka 2021    | Silver  | 10:e   | 13:e      | 7:e      | 5:e     | Brons      | Brons     |
| Oberhof 2023     | Guld    | Silver | 12:e      | Guld     | Brons   | 9:e        | 4:e       |
| Nove Mesto 2024  | 16:e    | 8:a    | 5:a       | 9:a      | Silver  | Brons      | 4:e       |
| Lenzerheide 2025 | 43:e    | 19:e   | 11:a      | 30:e     | Brons   | 5:a        | —         |

### Utmärkelser
- Bragdguldet 2018[20]
- Jerringpriset 2018
- Victoriapriset 2019